# Григорьев, Олег Александрович
Олег Александрович Григорьев (род. 29 мая 1966) — российский ученый в области радиобиологии и гигиены неионизирующих излучений, доктор биологических наук, лауреат Премии Правительства России в области науки и техники.

## Биография
Родился 29 мая 1966 года. Закончил Московский энергетический институт (1992), инженер-электрофизик. Учебу совмещал с научной работой на кафедре Техники и электрофизики высоких напряжений в лаборатории под научным руководством профессора В.П.Ларионова. Аспирантура МЭИ (1992—1995), специализация эффекты электромагнитного поля и электрического тока, методы моделирования и испытаний, биоэлектромагнитная совместимость.
Директор Центра электромагнитной безопасности при Институте биофизики Минздрава России (с 1994), руководитель аккредитованной испытательной лаборатории. Избран по конкурсу заведующим лабораторией радиобиологии и гигиены неионизирующих излучений Института биофизики Минздрава России (2007). Заведующий лабораторией радиобиологии и гигиены неионизирующих излучений и заведующий отделом неионизирующих излучений ФМБЦ им. А. И. Бурназяна ФМБА России (2008—2017). С сентября 2017 директор по исследованиям и развитию в АНО «Национальный научно-исследовательский центр безопасности новых технологий», г. Москва.
Отец троих детей.

## Научная деятельность
Специализация по радиобиологии неионизирующих излучений под руководством профессора, д.м.н. Ю.Г. Григорьева и профессора, д.б.н. С. Н. Лукьяновой.
Кандидат биологических наук, диссертация «Электромагнитная безопасность городского населения. Характеристика современных источников электромагнитного поля и гигиеническая оценка опасности» (2003)
Доктор биологических наук по специальности «радиобиология», диссертация «Радиобиологическая оценка воздействия электромагнитного поля подвижной сотовой связи на здоровье населения и управление рисками» (2012).
Премия Правительства России в области науки и техники за разработку и создание новой техники (за 2012 год).

## Основные результаты
Разработана концепция формирования современной антропогенной электромагнитной обстановки; обоснованы критические системы организма для радиобиологической и гигиенической оценки новых источников электромагнитного поля, в том числе систем беспроводной передачи данных; разработаны принципы мониторинга вновь возникших источников неионизирующего излучения, получены данные о радиочувствительности к электромагнитному полю подвижной связи, доказан прогноз о сближении условий электромагнитного облучения в непроизводственных и производственных условиях. Определены условия формирования биологических эффектов и критерии их оценки при воздействии физических факторов неионизирующей природы на биологические объекты при разработке и медико-биологических испытаниях новой специальной техники. Разработана методология гигиенической оценки физических факторов неионизирующей природы в натурных условиях, механизм биологического действия которых и последствия для здоровья которых не изучены полностью. Разработаны научные основы обнаружения и идентификации целевых веществ в окружающей среде с использованием служебных собак-детекторов на основе анализа их физиологических показателей, измеряемых дистанционно в режиме реального времени.
Со-руководитель с российской стороны проекта ВОЗ по подтверждению результатов, критически значимых для обоснования нетепловых предельно-допустимых уровней радиочастот (2003—2007).
Научный руководитель НИР и медико-биологических испытаний специальных средств, использующих физические факторы неионизирующей природы (2008—2017).
Научный руководитель НИОКР по разработки метода и создания устройства обнаружения взрывчатых и целевых веществ собакой-детектором, интегрированной в компьютерный программно-аппаратный комплекс (2012—2018), автор патентов по теме.

Совместные аналитические исследования в области электромагнитной безопасности с чл.-корр. РАН Ю. Б. Зубаревым.
О.Григорьев в совместной статье с журналисткой А.Шафран в «Парламентской газете» выделил принципиально новое явление во взаимодействии человека и информационных технологиях - «цифровая евгеника», которая заключается в направленном отборе искусственным интеллектом определенного типа людей для работы в среде ИИ в соответствии с их психо-физиологическими предрасположенностями и требованиями к оператору системы «человек-машина» в среде развитого искусственного интеллекта. «Цифровая евгеника» как новый этап селекции «совершенного» человека, соответствующего эпохе доминирования ИИ» А.Шафран, О.Григорьев. Публикация в «Парламентская газета» от 05.04.2025

## Научно-организационная деятельность
В период 2008—2018 член Межведомственной экспертной комиссии по рассмотрению материалов на образцы, предлагаемые к включению в постановление Правительства РФ перечни боевого оружия, боеприпасов и специальных средств, состоящих на вооружении органов внутренних дел РФ, внутренних войск МВД России, Росгвардии, органов ФСБ и ФСИН; член Совета по медико-биологическим проблемам Коллегии Военно-промышленной комиссии, член межведомственной рабочей группы «Прикладных медико-биологических проблем медико-санитарного обеспечения персонала ОПК и специальных контингентов»; главный эксперт государственной комиссии по санэпиднормированию Роспотребнадзора.
С 2004 года — член международного научно-консультативного комитета программы по неионизирующим излучениям Всемирной организации здравоохранения; координатор национальной точки контакта

Член научно-консультативной группы по перспективам 2020—2024 Международного агентства по исследованию рака ВОЗ (IARC);

Председатель Российского национального комитета по защите от неионизирующих излучений (2013), член-организатор РНКЗНИ с 1997 года

Член бюро Научного совета РАН по радиобиологии

Член правления Радиобиологического общества РАН

Член редколлегии журнала «Радиационная биология. Радиоэкология».

Приглашенный лектор в Школа по радиобиологии Медицинского радиологического научного центра имени А. Ф. Цыба (Обнинск)

Приглашенный лектор курса по радиобиологии, гигиене неионизирующих излучений и электромагнитной безопасности в Агентстве по ядерному контролю Ирана (INRA), Тегеран (2019).

Со-организатор 12 конференций и семинаров по проблематике медико-биологических эффектов неионизирующих излучений, в том числе для молодых ученых. Автор докладов в Государственной Думе, Совете Федерации, Общественной Палате, Общественном совете при Уполномоченной при Президента по правам детей.

## Научные труды
Автор более 230 научных работ (печатных, рукописных), в том числе в трудах 19-ти международных конференций, автор нескольких монографий. Автор 12 патентов. Участник разработки СанПиН, Методических указаний и рекомендаций Роспотребнадзора.
1. Григорьев Ю. Г., Григорьев О. А. Сотовая связь и здоровье. Электромагнитная обстановка. Радиобиологические и гигиенические проблемы. Прогноз опасности. Москва, «Экономика»
Изд. 2-е. 2016, 574 С.
И. Б. Ушаков, акад. РАН, д-р мед. наук, проф., М. Г. Шандала, акад. РАН д-р мед. наук, проф. Рецензия на монографию Ю. Г. Григорьев, О. А. Григорьев. Сотовая связь и здоровье, Электромагнитная обстановка, Радиобиологические и гигиенические проблемы. Прогноз опасности.- М.: ЭКОНОМИКА, 2013. — 567 С.
2. Григорьев О. А., Гошин М. Е., Прокофьева А. В., Алексеева В. А. Особенности национальной политики, определяющей подходы к гигиеническому нормированию электромагнитного поля радиочастот в различных странах. // Гигиена и санитария. 2019;98(11):1184-1190.
3. Григорьев О. А., Никитина В. Н., Носов В. Н., Пекин А. В., Алексеева В. А., Дубровская Е. Н. Электромагнитная безопасность населения. Национальные и международные нормативы электромагнитных полей радиочастотного диапазона. Здоровье населения и среда обитания // ЗНиСО. 2020; (10):28-33.
4. Григорьев О. А., Зубарев Ю. Б. Управление электромагнитной обстановкой: баланс между здоровьем и технологиями // Вестник связи. 2020. № 12 с.20-27
5. Алексеева В. А., Зубарев Ю. Б., Григорьев О. А. Изобретатель радио А. С. Попов и первые исследователи биологических эффектов электромагнитного поля в Российской Империи // История науки и техники. 2020. № 11. с.10-18
6. Григорьев О.А., Зубарев Ю.Б. Влияние ЭМП мобильных телефонов на здоровье: прогнозы и данные медицинской статистики. // Электросвязь. — 2021. № 11 (24).
7. Григорьев О.А., Зубарев Ю. Б. Действие электромагнитной энергии беспроводной связи на человека: прогнозы роста обусловленной заболеваемости, их реализация и проблемы оценки // Концепции. Научно-практический журнал ЦЭМИ РАН. — 2022. № 1 (41) с. 3-17.
8. Григорьев О.А. Гигиенические проблемы использования детьми устройств информационно-компьютерных технологий. Гигиена и санитария. 2022;101(10):1214-1222.
9. Григорьев О. А. Разработка методических указаний по организации и проведению экспертизы на безопасность (медико-биологических испытаний) специальных средств, использующих физические факторы воздействия. В сборнике докладов 2-й Международной научно-практической конференции «Спецсредства нелетального действия», Москва, 2015. с.63-65

10. Григорьев О. А., Коклин А. Е., Лукьянова С. Н., Алексеева В. А. Биологические эффекты импульсного электротока по данным лабораторных испытаний электрошоковых устройств // Саратовский научно-медицинский журнал. 2013. Т. 9, № 4. С. 828—830.

11. Драган С. П., Григорьев О. А., Ерофеев Г. Г., Зинкин В. Н., Дроздов С. В. Обоснование предельно-допустимых уровней звукового давления импульсного акустического воздействия для обеспечения условий безопасности обслуживающего персонала при испытаниях специальных средств. Вопросы оборонной техники. Серия 16: Технические средства противодействия терроризму, 2014, № 11-12 (77-78), с. 98-103.
12. Прохоркин А. Г., Григорьев О. А. Практическая методика оценки эффективности применения специальных средств нелетального действия направленной энергии. Вопросы оборонной техники. Серия 16: Технические средства противодействия терроризму. 2019, № 3-4 (129—130) 129—130 с. 52-57.
13. Григорьев О. А. Объективизация поисковой деятельности собак при обнаружении взрывчатых веществ, на основе оценки физиологических показателей организма. Журнал федерального государственного казенного образовательного учреждения дополнительного профессионального образования «Ростовская школа служебно-розыскного собаководства Министерства внутренних дел Российской Федерации» Профессия-кинолог № 8 2014. с.11-14
14. Способ обнаружения взрывчатых и других целевых веществ Патент RU 2547576 C1
15. Способ обнаружения взрывчатых и других целевых веществ. Евразийский патент 032004 В1

## Популяризация науки
На тему электромагнитной безопасности человека с участием О. А. Григорьева опубликовано более 100 научно-популярных статей в газетах и журналах (в том числе Комсомольская Правда, Ведомости, АиФ, Новые Известия, Известия, Труд, Огонек, Российская газета, РИА Новости, Федеральное агентство новостей и др.), принял участие в ряде телевизионных передач в том числе, Первый канал, Звезда, Культура, Утро России, Здоровье, Россия 1 и др.), на радио (в том числе прямой эфир Радио России, радио Культура, радио КП, Эхо Москвы и др.), участвовал в съемках научно-популярных фильмов.
«Более трети детей проводили по 7 часов за гаджетами»: как карантин повлиял на здоровье школьников. Радио КП «Родительский вопрос» 16 июня 2020
https://radiokp.ru/bolee-treti-detey-provodili-po-7-chasov-za-gadzhetami-kak-karantin-povliyal-na-zdorove-shkolnikov_nid24808_au414au66
5G: вымыслы и правда. Литературная газета № 29 (6745) (15.07.2020)
https://www.lgz.ru/article/-29-6745-15-07-2020/5g-vymysly-i-pravda/
Дети и гаджеты — вред или польза? Радио КП «Родительский вопрос» 28 августа 2022
https://radiokp.ru/podcast/roditelskiy-vopros/646489
Как уберечь ребенка от вредного излучения смартфона и ноутбука. Доктор биологических наук Олег Григорьев объяснил, как минимизировать вредное воздействие телефонов и ноутбуков. Комсомольская правда. 30 августа 2022
https://www.kp.ru/daily/27438/4639907/
Электромагнитное оружие. Спектр использования от мобильных устройств до спутников. Олег Григорьев, доктор биологических наук, на радио ЗВЕЗДА в программе «Стратегия национальной безопасности» с Анной Шафран. 13 декабря 2022
https://dzen.ru/a/Y5iMW6mG-CSuVzZ8
Нацистские медико-биологические разработки на службе Пентагона. Олег Григорьев, доктор биологических наук, в программе «Стратегия национальной безопасности» с Анной Шафран на радио «Звезда» 26 января 2023 https://dzen.ru/a/Y9Ju3xOPBxu9VNSr
Современный гаджет: как сделать его максимально безопасным для ребенка и взрослого. Радио КП «Родительский вопрос». 23 июля 2023
https://dzen.ru/a/ZL0oRvFAFAPe63PY
Смартфон и развитие детей. Где граница между пользой и вредом? Радио КП «Родительский вопрос». 14 января 2024.
https://radiokp.ru/podcast/roditelskiy-vopros/725933
«Гаванский синдром» и «микроволновая теория» — супероружие ГРУ России или манипулятивные страшилки США? программа Анны Шафран «Стратегия национальной безопасности». Гость студии — Олег Григорьев, доктор биологических наук. 11 апреля 2024 г.
https://radiozvezda.ru/programs/202312191437-GfPr2.html/20244111937-gsV01.html
Когнитивная война — ультразвуком, смартфонами, химией: НАТО развивает новые технологии уничтожения. Программа Анны Шафран «Стратегия национальной безопасности». Гость студии — Олег Григорьев, доктор биологических наук. 22 мая 2024 г.
https://radiozvezda.ru/programs/202312191437-GfPr2.html/2024522176-XoDGL.html
Военные тайны. Эксперт: ВСУ могли использовать ЭМ-оружие при атаке на Курск. Аргусменты и факты. https://aif.ru/politics/world/voennye-tayny-ekspert-vsu-mogli-ispolzovat-em-oruzhie-pri-atake-na-kursk